# Джон Оуен (шахіст)
Джон Оуен (англ. John Owen) (8 березня 1827 Марчингтон — 24 листопада 1901 Твікенем) — англійський вікарій і шахіст. Один із найсильніших шахістів світу 1860-х років.
1858 року виграв партію проти Пола Морфі, після чого суперники домовилися про проведення матчу. Попри значну фору (починав гру завжди першим і мав зайвого пішака), Оуен поступився 6–1, не вигравши жодної гри.
Значно краще виступив на турнірі в Лондоні 1862 року (перший міжнародний турнір за круговою системою, коли кожен учасник грає проти всіх інших). Там Оуен посів третє місце, випередивши майбутнього чемпіона світу Вільгельма Стейніца, і був єдиним гравцем, який здолав майбутнього переможця турніру Адольфа Андерсена.
На його честь названо дебют Захист Оуена, який він часто грав (в тому числі коли переміг Морфі) — 1.e4 b6.